# Галиусов, Анатолий Константинович
Анато́лий Константи́нович Галиу́сов (в наградных документах — Анатолий Константинович Голиусов; 1 апреля 1924 — 24 апреля 1997) — Гвардии старшина Красной армии; участник Великой Отечественной войны и полный кавалер ордена Славы.

## Биография
Родился 1 апреля 1924 года на хуторе Хмелевое (ныне Корочанский район, Белгородская область) в семье крестьянина. По национальности — русский. Получил неполное среднее образование. В 1938 году переехал в село Старолозоватка (ныне Синельниковский район, Днепропетровская область, Украина), где работал в полеводческой бригаде колхоза.
С начала войны и до сентября 1943 года находился на оккупированной немцами территории. В Красной армии с сентября 1943 года, с того же времени и в действующей армии. Служил санинструктором в роте автоматчиков (174-й гвардейский Краснознаменный полк, 57-я гвардейская Новобугская орденов Суворова и Богдана Хмельницкого стрелковая дивизия). Участвовал в Донбасской, Никопольско-Криворожской, Березнеговато-Снигиревской, Одесской, Люблин-Брестской, Варшавско-Познанской и Берлинской наступательных операциях.
10 мая 1944 года части 57-й гвардейской стрелковой дивизии форсировали Днепр и захватили плацдарм близ села Шерпены (ныне Новоаненский район, Молдова). С 11 по 14 мая того же года в ходе боёв на захваченном плацдарме, после того как все офицеры его роты были убиты (по другим данным после ранения командира роты) гвардии сержант Анатолий Галиусов принял на себя командование ротой и сумел отбить контратаки немецких солдат, лично уничтожив 9 немецких солдат. 1 июня 1944 года гвардии сержант Галиусов Анатолий Константинович был награждён орденом Славы 3-й степени.
В июне того же года 57-я гвардейская стрелковая дивизия была переведена в резерв и передислоцирована на 1-й Белорусский фронт. 18 июля части 57-й гвардейской стрелковой дивизии прорвали вражескую оборону и форсировали Западный Буг, в конце июля войска дивизии вышли к Висле и уже 1 августа 1944 года форсировали Вислу близ населённого пункта Магнушев (ныне Козеницкий повят, Мазовецкое воеводство, Польша). С 7 по 9 августа 1944 года в ходе оборонительных боёв за удержание Магнушевского плацдарма гвардии старшина Анатолий Галиусов вынес с поля сражения 18 раненых военнослужащих вместе с их оружием. В ходе этого боя вступил в схватку с группой солдат противника, которые намеревались взять Галиусова в плен. Однако в ходе боя пятеро немецких солдат были уничтожены огнём из пистолета и гранатами. 31 августа того же года был награждён орденом Славы 2-й степени.
В период с 14 января по 5 февраля 1945 года Анатолий Галиусов вынес с поля боя 47 солдат с тяжёлыми ранениями и троих офицеров вместе с их оружием. 5 февраля пятеро раненых остались на нейтральной полосе, в ста метрах от них находились позиции противника. Анатолий Галиусов, рискуя собственной жизнью ползком доставил всех раненых в расположение роты. 31 мая 1945 года был награждён орденом Славы 1-й степени, став полным кавалером ордена Славы.
Демобилизовался в августе 1945 года. После демобилизации вернулся в Старолозоватку, где вновь начал работать в колхозе. С 1955 года работал на строительстве Братской гидроэлектростанции (в городе Братск, Иркутская область)— плотником. В 1964 году переехал в Николаев (Украина), где работал слесарем в тресте термоизоляции. Умер 24 апреля 1997 года.

## Награды
- Орден Отечественной войны 1-й степени (11 марта 1985)[1][2][3]
- Полный кавалер ордена Славы:

- Орден Славы 1-й степени (31 мая 1945 — № 1958);
- Орден Славы 2-й степени (31 августа 1944 — № 5366);
- Орден Славы 3-й степени (1 июня 1944 — № 64891);

- также ряд медалей[1][2].